# Lepus saharae
Lepus saharae — вид зайця, який походить із Марокко, Мавританії, Малі та Сенегалу, а також, можливо, з Нігеру та Буркіна-Фасо.